# Regionalliga Südwest
De Regionalliga Südwest is een Duitse semi-profcompetitie, waaraan voetbalclubs uit de zuidwestelijke helft van Duitsland deelnemen. Na de Bundesliga, de 2. Bundesliga en de 3. Liga vormt de Regionalliga Südwest, samen met de Regionalliga Nord, de Regionalliga Nordost, de Regionalliga West en de Regionalliga Bayern, het op drie na hoogste voetbalniveau in Duitsland. Uit de Regionalliga Südwest kan men promoveren naar de 3. Liga of degraderen naar de Oberliga. Naast eerste elftallen spelen ook enkele reserveteams van profclubs mee. Deze competitie is in de huidige vorm in 2012 opgericht na de splitsing van de Regionalliga Süd.

## Regionalliga Südwest - Kampioenen en runners-up vanaf 2012
| Seizoen | Kampioen                | Runner-Up                   | Uitzonderlijke promotie                     |
| ------- | ----------------------- | --------------------------- | ------------------------------------------- |
| 2012–13 | KSV Hessen Kassel       | SV Elversberg               |                                             |
| 2013–14 | SG Sonnenhof Großaspach | SC Freiburg II              | FSV Mainz 05 II gepromoveerd naar 3. Liga * |
| 2014–15 | Kickers Offenbach       | 1. FC Saarbrücken           |                                             |
| 2015–16 | SV Waldhof Mannheim     | SV Elversberg               |                                             |
| 2016–17 | SV Elversberg           | SV Waldhof Mannheim         |                                             |
| 2017–18 | 1. FC Saarbrücken       | SV Waldhof Mannheim         |                                             |
| 2018–19 | SV Waldhof Mannheim     | 1. FC Saarbrücken           |                                             |
| 2019–20 | 1. FC Saarbrücken       | TSV Steinbach               |                                             |
| 2020–21 | SC Freiburg II          | SV Elversberg               |                                             |
| 2021–22 | SV Elversberg           | SSV Ulm 1846                |                                             |
| 2022–23 | SSV Ulm 1846            | TSV Steinbach Haiger        |                                             |
| 2023-24 | VfB Stuttgart II        | Stuttgarter Kickers         |                                             |
| 2024-25 | TSG 1899 Hoffenheim-II  | Offenbacher FC Kickers 1901 |                                             |

- Vetgedrukte elftallen promoveerden naar de 3. Liga.
- Het tweede elftal van FSV Mainz eindigde in het seizoen 2013-14 in de reguliere competitie als derde, maar aangezien het tweede elftal van SC Freiburg afzag van deelname aan de promotie-wedstrijden, nam Mainz deze plaats in om vervolgens die strijd te winnen.

## Zie verder
- Regionalliga Nord
- Regionalliga Nordost
- Regionalliga West
- Regionalliga Bayern
- Regionalliga Süd

Bahlinger SC ·
Eintracht Frankfurt II ·
FSV Frankfurt ·
SC Freiburg II ·
SGV Freiberg ·
Barockstadt Fulda-Lehnerz ·
TSG 1899 Hoffenheim II ·
FC Gießen ·
1. FC Göppinger SV 1895 ·
FC 08 Homburg ·
KSV Hessen Kassel ·
1. FSV Mainz 05 II ·
Kickers Offenbach ·
TSV Steinbach ·
SV Stuttgarter Kickers ·
SV Eintracht Trier 05 ·
FC 08 Villingen ·
FC-Astoria Walldorf
Betaald voetbal: Bundesliga · 2. Bundesliga · 3. Liga · Regionalliga Nord · Regionalliga Nordost · Regionalliga West ·  Regionalliga Südwest · Regionalliga Bayern

Bekervoetbal: DFB-Pokal · Ligapokal · DFB-Supercup · DFB Hallen Pokal

Amateurvoetbal · Duitse voetbalbond · Nationaal elftal · Bondscoaches